# Peter Raisch (Polizist)
Peter Raisch (* 11. April 1946 in Mannheim; † 4. Januar 2010 in Wiesbaden) war ein deutscher Polizist und bis zu seinem Tod im Januar 2010 Präsident des Hessischen Landeskriminalamts in Wiesbaden.

## Leben
Raisch absolvierte eine Schlosserlehre und wurde später in Baden-Württemberg Polizist. Zunächst wurde er im Wach-, Streifen- und Verkehrsdienst ausgebildet, bevor er zur Kriminalpolizei wechselte. Raisch war ab 1991 am Aufbau des Landeskriminalamtes Sachsen beteiligt, dessen Präsident er später wurde.
Am 1. Oktober 2003 wurde er zum Präsidenten des Hessischen Landeskriminalamtes ernannt. Er blieb in diesem Amt bis zu seinem plötzlichen Tod am 4. Januar 2010 durch einen Herzinfarkt.
Raischs Vorgänger als Präsident war Norbert Nedela, der im Anschluss die Funktion des Landespolizeipräsidenten übernahm. Seine Nachfolgerin wurde Sabine Thurau.